# Cyphophthalmus klisurae
Espèce
Synonymes
- Siro gjorgjevici klisurae Hadzi 1973

Cyphophthalmus klisurae est une espèce d'opilions cyphophthalmes de la famille des Sironidae.

## Distribution
Cette espèce est endémique du Kosovo. Elle se rencontre à Peć dans une grotte des gorges Rugovska Klisura.

## Description
La femelle décrite par Karaman en 2008 mesure 2,20 mm.

## Systématique et taxinomie
Cette espèce a été décrite sous le protonyme Siro gjorgjevici klisurae par Hadži en 1973. Elle suit son espèce dans le genre Cyphophthalmus en 2005. Elle est élevée au rang d'espèce par Karaman en 2008.

## Étymologie
Son nom d'espèce lui a été donné en référence au lieu de sa découverte, les gorges Rugovska Klisura.

## Publication originale
- Hadži, 1973 : « Novi taksoni suhih juzim (Opilionoidea) v Jugosulaviji. » Razprave Slovenska Akademija Znanosti in Umetnosti (SAZU) IV, vol. 16, no 1, p. 1-120.